# Etival
Etival – miejscowość i gmina we Francji, w regionie Burgundia-Franche-Comté, w departamencie Jura.
Według danych na rok 1990 gminę zamieszkiwało 307 osób, a gęstość zaludnienia wynosiła 22 osoby/km² (wśród 1786 gmin Franche-Comté Etival plasuje się na 448. miejscu pod względem liczby ludności, natomiast pod względem powierzchni na miejscu 250.).